# 珀拉斯凯 (弗吉尼亚州)
珀拉斯凯（法語：Pulaski）是美国弗吉尼亚州珀拉斯凯县的一个镇。2000年人口普查时共有9473人。它是珀拉斯凯县的县治。

## 地理
珀拉斯凯位于37°03′00″N 80°46′20″W / 37.050094°N 80.772193°W (37.050094, -80.772193).
根据美国人口普查局的信息，该镇面积7.8 平方英里 (20.3 km2)，全部都是陆地

## 人口统计
截至2000年的人口普查，全镇共有9473居民，4173户和2670个家庭。人口密度是1211.2人每平方英里(467.7/km2)。该镇4517个住房单位平均密度为577.6个每平方英里(223.0/km2)。全镇人口89.55%是白种人，7.75%是非洲裔美国人，0.12%是美国土著，0.36%是亚裔，0.08% 是太平洋岛民，0.96%来自其他种族。西班牙裔和拉丁美洲裔分别占2.02%。
全镇4173户的25.9%有18岁以下的孩子和他们居住，45.8%户是已经结婚的，14.0%户已婚丧夫的家庭，还有36.0%户是非家庭。4173户的31.9%由个人组成，15.4%户居住着65岁及以上的独居老人。平均每户有2.24人，每个家庭2.80人。

## 教育
珀拉斯凯县高中是珀拉斯凯县唯一的一所高中。学校位于都柏林，总共有1500个学生。新河社区学院是距离珀拉斯凯县最近的高校。

## 娱乐
该镇有珀拉斯凯水手棒球俱乐部。